# George Athor
George Athor Deng, né en 1962, et mort le 19 décembre 2011, dans la région de Wunlem Canal (État de Jonglei au Soudan du Sud), est un militaire qui a été général de l'Armée populaire de libération du Soudan (SPLA) avant de devenir un rebelle dissident à la tête d'une milice.
En juin 1983 il rejoint la SPLA/SPLM et devient lieutenant en janvier 1984 puis capitaine et commandant en 1989. Il a participé à de nombreuses batailles. Il est promu au rang de général en mai 2009.
De nombreuses rumeurs l'ont accusé d'être impliqué dans la contrebande d'armes, le trafic d'influence et le détournement de fonds dans les deux États de Jonglei et du Nil Supérieur. Il a été aussi impliqué dans le désarmement sanglant de l'Armée blanche en 2006.
George Athor est entré en rébellion après avoir perdu les élections d'avril 2010 pour le poste de gouverneur de l’État de Jonglei, le plus vaste et l'un des états plus influents du Sud-Soudan et ce malgré de nombreuses fraudes. Il orchestra une série d'attaques meurtrières contre les bases de la SPLA et contre les populations civiles. Bien qu'il ait accepté un cessez-le-feu avant le référendum de janvier 2011, en février 2011, ses milices ont été responsables de plusieurs attaques et d'au moins 200 civils tués.
Il est abattu avec l'un de ses soldats le 19 décembre 2011, lors d'un accrochage avec des garde-frontières.